# 掌上遊戲機

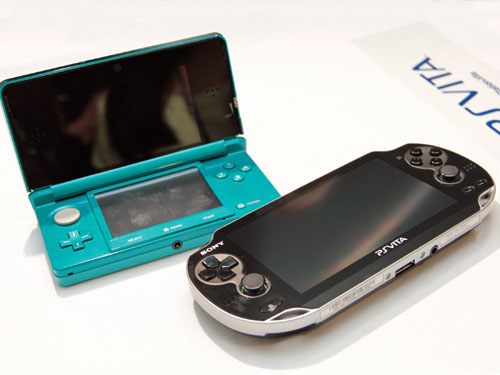
任天堂3DS和PlayStation Vita，為第八世代的掌上游戏机，目前已全部停產。

掌上游戏机（英語：Handheld game console），又名便携式游戏机、手提遊戲機、携带型游乐器，简称掌机，指方便攜帶的小型專門游戏机，它可以随时随地執行电子游戏软件。現時有部分手機都加入了娱乐游戏元素，以至手机与掌机的界线愈趋模糊。
掌机游戏起源於1976年，由美國Mattel公司開發的Mattel Electronics Handheld Games系列。首款上市的產品名為Mattel Auto Race，是最早將LED應用在電子遊戲的掌機始祖。
過住掌机游戏一般具有流程短小，节奏明快的特点。由于其目的是供人们在较短时间内（如等车、排队的过程中）娱乐，所以不会像一般视频游戏那样具有复杂的情节；同时，由于硬件条件的限制，一般掌机的画面和声音都不如同期的家用游戏硬件。在第八世代後，掌機遊戲的設計逐漸向家用遊戲機靠攏。

## 掌機遊戲
掌機遊戲是掌機的遊戲軟件。

### 掌機遊戲儲存媒介
- ROM卡帶
- SD記憶卡
- MMC記憶卡
- 通用媒體光碟：SONY為PSP專屬制定的小型光碟媒體“Universal Media Disc”（UMD），容量最大可達1.8GB，直徑約6公分，外層有類似MD、MO的保護匣。
- 硬碟：專用硬碟或外置硬碟
- 内置闪存存储器